# Đường tới tinh tú
Đường tới tinh tú (tiếng Nga: Дорога к звёздам) là một phim tài liệu khoa học viễn tưởng do Pavel Klushantsev đạo diễn, xuất phẩm ngày 07 tháng 11 năm 1957 tại Leningrad.

## Nội dung
Bộ phim gồm 3 phần đan xen nhau:
- Cuộc đời và sự nghiệp khoa học gia Konstantin Eduardovich Tsiolkovsky, người từ lâu được tôn làm tổ phụ ngành hàng không vũ trụ Soviet.
- Thực tế hóa lý thuyết đạn đạo.
- Mô phỏng các nguyên tắc du hành vũ trụ.

## Kĩ thuật
Phim được thực hiện tại phim trường Yalta mùa hè năm 1957.

### Sản xuất
- Giám chế: E.G. Shteinberg
- Thiết kế: M. P. Tsybasov
- Phụ tá: L. Presnyakova, G. I. Tsvetkov
- Âm nhạc: S. A. Shatiryan
- Âm thanh: R. P. Levitina
- Hiệu ứng: A. Lavrentyev, A. M. Romanenko, V. Shelkov

### Diễn xuất
- Georgy Solovyov... Konstantin Tsiolkovsky
- Georgy Kulbush... Hàng không gia

## Hậu trường
Phim công chiếu 4 năm trước khi có chuyến du hành vũ trụ đầu tiên của hàng không gia Yury Gagarin.
Năm 1958, bộ phim được giải thưởng quốc tế Liên hoan phim Belgrade (Nam Tư). Đến ngày 05 tháng 08 năm 2009, phim được tái chiếu tại sự kiện Film and Art Festival Two Riversides (Ba Lan).

### Tư liệu
- Научно-популярный фестиваль ScienceArtFest (Раздел ретроспективы Клушанцева).
- Ян Иванович Колтунов. О фильме «Дорога к звёздам»